# Hoops
Hoops è una serie televisiva animata statunitense creata da Ben Hoffman per Netflix e distribuita a partire dal 21 agosto 2020.
La serie è stata cancellata da Netflix dopo una stagione.

## Trama
Hoops segue le vicende di Benjamin "Ben" Hopkins, un montato allenatore di basket di una scuola superiore, e la sua squadra di adolescenti, i quali sono considerati troppo deboli. Il suo obiettivo è quello di migliorare la qualità della squadra in quanto, dati i risultati deludenti, rischia di essere licenziato. Le vicende si snodano sia sul campo da gioco sia nel privato.

## Episodi
| Stagione       | Episodi | Prima TV USA | Pubblicazione Italia |
| -------------- | ------- | ------------ | -------------------- |
| Prima stagione | 10      | 2020         | 2020                 |

## Personaggi e interpreti

### Principali
- Benjamin Hopkins, comunemente chiamato Ben Hopkins, irascibile e montato coach di basket della scuola superiore Lenwood
- Ron, l'assistente del coach di basket della scuola superiore Lenwood e migliore amico di Ben. A differenza di quest'ultimo è una persona molto calma. Si frequenta con Shannon
- Opal Lowry, la preside della Lenwood, nonché il capo di Ben
- Shannon, l'ex moglie di Ben di cui lui è ancora innamorato
- Matty Atkins, un ragazzo di 16 anni alto 2 metri e 16 ed è il giocatore di punta della squadra di basket di Ben
- Barry Hopkins, il padre di Ben, un famoso ex-giocatore di basket che ora gestisce la Hopkins Steakhouse

### Ricorrenti
- Scott, un giocatore della squadra di basket di Ben, prima dell'arrivo di Matty era il migliore della squadra.Scott è omosessuale anche se in passato è stato con varie ragazze
- DJ, un giocatore sovrappeso della squadra di basket di Ben
- Marcus, un giocatore della squadra di basket di Ben, l'unico che non proviene da una famiglia disagiata, dotato di un'indole molto calma e ingenua, spesso senza volerlo fa arrabbiare Ben il quale di conseguenza lo obbliga a fare giri di corsa del campo per punizione
- Timebomb, un giocatore della squadra di basket di Ben, probabilmente con problemi di iperattività
- Isaac, un giocatore della squadra di basket di Ben, è un giovane ragazzo ebreo con le caratteristiche tipiche dei nerd.
- Brian, un giocatore della squadra di basket di Ben, porta sempre un gesso al braccio e non parla mai.

## Accoglienza

### Critica
L'aggregatore di recensioni online Rotten Tomatoes ha assegnato alla serie TV una percentuale di gradimento pari al 14% sulla base di 14 critiche con un voto medio del 3.71/10.